# 敖德薩愛樂劇院

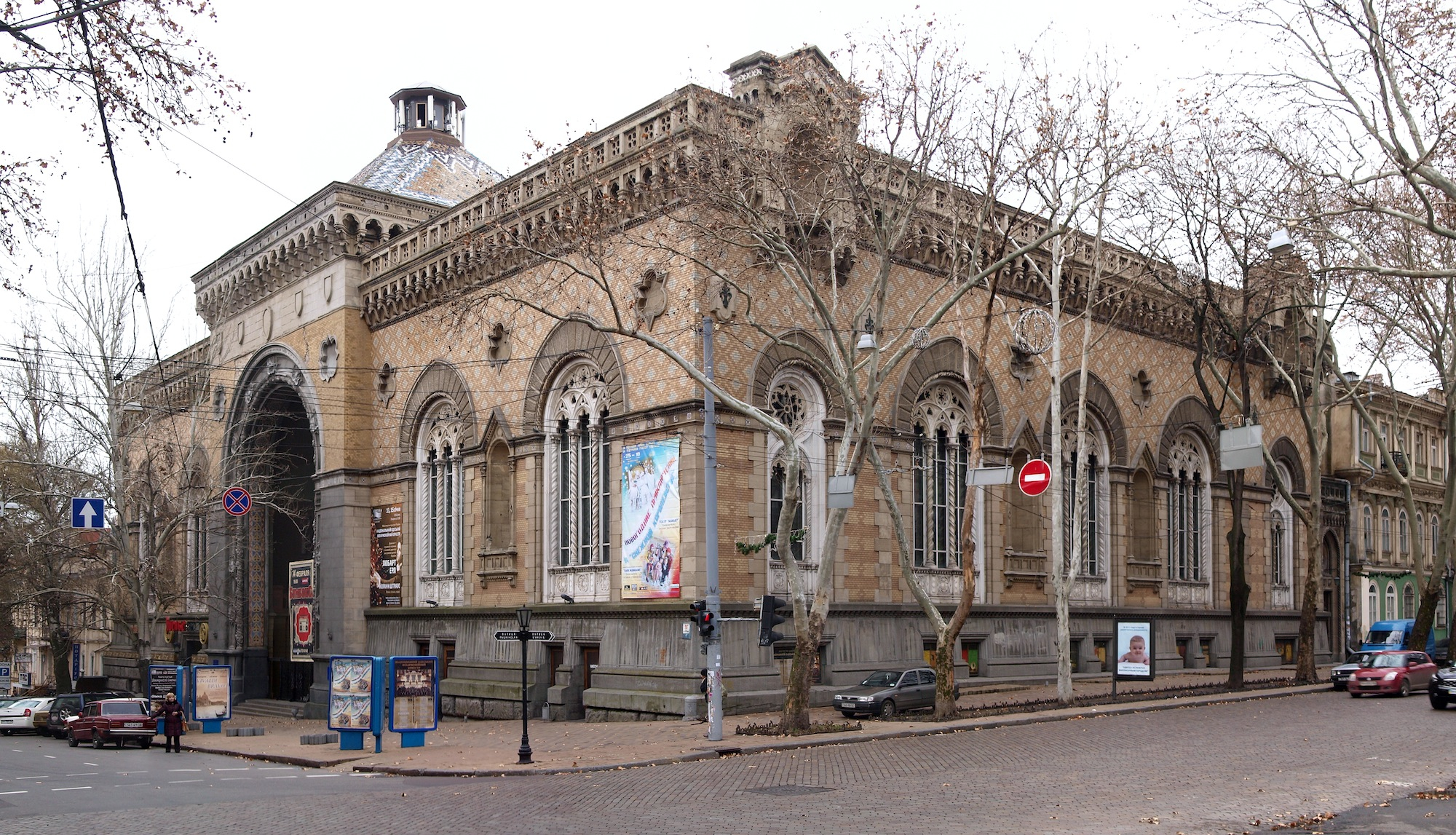
敖德薩愛樂劇院

敖德薩愛樂劇院（烏克蘭語：Одеська державна філармонія）是烏克蘭城市敖德薩的一座劇院。劇院建築的外觀設立類似於威尼斯的總督宮。敖德薩愛樂劇院動工於1894年，竣工於1898年。自1924年開始，這裡是敖德薩愛樂樂團的演出場地。

## 外部連結
- . odessaphilharmonic.org.   [2006-08-09]. （原始内容存档于2006-08-24）.
- .   [2006-08-09]. （原始内容存档于2007-09-28）. 20 photos of the theater

46°28′49.98″N 30°44′35.09″E / 46.4805500°N 30.7430806°E